# Parhida
Parhida (węg. Pelbárthida) – wieś w Rumunii, w okręgu Bihor, w gminie Tămășeu. W 2011 roku liczyła 532 mieszkańców.